# Txokurdakh

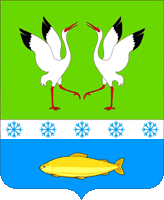
Escut

Txokurdakh (iacut: Чокуурдаах; rus: Чокурда́х) és un poble (possiólok) i el centre administratiu del Districte Allaikhovski de Sakhà, Rússia, està a la riba dreta del riu Indiguirka. El 2010 tenia 2.367 habitants.

## Història
Va ser fundat el 1936. És un port fluvial del riu Indiguirka connectant el tràfic marítim de la Ruta del Nord.

## Economia i infraestructura
Txokurdakh no està connectat per carretera permanent. A l'hivern hi ha un pas seguint el riu glaçat que la connecta amb Ust-Nera via Belaia Gor i Khonuu.
Txokurdakh té un aeroport que només és utilitzable tres mesos l'any.

## Clima
Txokurdakh té un clima subàrtic extrem, limitant amb el clima polar.
| Dades climàtiques a Txokurdakh     | Dades climàtiques a Txokurdakh | Dades climàtiques a Txokurdakh | Dades climàtiques a Txokurdakh | Dades climàtiques a Txokurdakh | Dades climàtiques a Txokurdakh | Dades climàtiques a Txokurdakh | Dades climàtiques a Txokurdakh | Dades climàtiques a Txokurdakh | Dades climàtiques a Txokurdakh | Dades climàtiques a Txokurdakh | Dades climàtiques a Txokurdakh | Dades climàtiques a Txokurdakh | Dades climàtiques a Txokurdakh |
| Mes                                | gen                            | febr                           | març                           | abr                            | maig                           | juny                           | jul                            | ag                             | set                            | oct                            | nov                            | des                            | anual                          |
| ---------------------------------- | ------------------------------ | ------------------------------ | ------------------------------ | ------------------------------ | ------------------------------ | ------------------------------ | ------------------------------ | ------------------------------ | ------------------------------ | ------------------------------ | ------------------------------ | ------------------------------ | ------------------------------ |
| Màxima rècord °C (°F)              | −8.1 (17.4)                    | −11.1 (12)                     | −3.4 (25.9)                    | 4.9 (40.8)                     | 22.8 (73)                      | 30.0 (86)                      | 31.6 (88.9)                    | 29.3 (84.7)                    | 20.6 (69.1)                    | 6.1 (43)                       | −0.9 (30.4)                    | −6.0 (21.2)                    | 31.6 (88.9)                    |
| Màxima mitjana °C (°F)             | −30.4 (−22.7)                  | −29.3 (−20.7)                  | −23.4 (−10.1)                  | −13.7 (7.3)                    | −1.5 (29.3)                    | 10.7 (51.3)                    | 16.0 (60.8)                    | 12.1 (53.8)                    | 4.0 (39.2)                     | −8.8 (16.2)                    | −21.4 (−6.5)                   | −28.1 (−18.6)                  | −9.5 (14.9)                    |
| Mitjana diària °C (°F)             | −33.9 (−29)                    | −32.7 (−26.9)                  | −27.5 (−17.5)                  | −18.4 (−1.1)                   | −5.3 (22.5)                    | 5.8 (42.4)                     | 10.6 (51.1)                    | 7.6 (45.7)                     | 1.2 (34.2)                     | −11.5 (11.3)                   | −24.6 (−12.3)                  | −31.6 (−24.9)                  | −13.4 (7.9)                    |
| Mínima mitjana °C (°F)             | −37.1 (−34.8)                  | −35.9 (−32.6)                  | −31.2 (−24.2)                  | −22.9 (−9.2)                   | −8.9 (16)                      | 2.1 (35.8)                     | 6.4 (43.5)                     | 4.1 (39.4)                     | −1.0 (30.2)                    | −14.4 (6.1)                    | −27.9 (−18.2)                  | −35.0 (−31)                    | −16.8 (1.8)                    |
| Mínima rècord °C (°F)              | −54.4 (−65.9)                  | −50.3 (−58.5)                  | −48.2 (−54.8)                  | −42.6 (−44.7)                  | −30.0 (−22)                    | −11.2 (11.8)                   | −1.3 (29.7)                    | −6.4 (20.5)                    | −18.2 (−0.8)                   | −35.1 (−31.2)                  | −46.9 (−52.4)                  | −49.8 (−57.6)                  | −54.4 (−65.9)                  |
| Precipitació mitjana mm (polzades) | 10 (0.39)                      | 10 (0.39)                      | 9 (0.35)                       | 7 (0.28)                       | 11 (0.43)                      | 24 (0.94)                      | 28 (1.1)                       | 30 (1.18)                      | 23 (0.91)                      | 20 (0.79)                      | 17 (0.67)                      | 14 (0.55)                      | 203 (7.99)                     |
| Mitjana de dies de pluja           | 0                              | 0                              | 0                              | 0.1                            | 3                              | 14                             | 17                             | 17                             | 14                             | 0.3                            | 0.1                            | 0                              | 66                             |
| Mitjana de dies de neu             | 18                             | 19                             | 16                             | 15                             | 16                             | 8                              | 1                              | 3                              | 16                             | 24                             | 20                             | 19                             | 175                            |
| Humitat relativa mitjana (%)       | 79                             | 79                             | 79                             | 79                             | 81                             | 75                             | 75                             | 82                             | 87                             | 88                             | 84                             | 80                             | 81                             |
| Mitjana mensual d'hores de sol     | 1                              | 39                             | 193                            | 283                            | 263                            | 293                            | 266                            | 161                            | 84                             | 47                             | 6                              | 0                              | 1.636                          |
| Font #1: Pogoda.ru.net             |                                |                                |                                |                                |                                |                                |                                |                                |                                |                                |                                |                                |                                |
| Font #2: NOAA (sun 1961–1990)      |                                |                                |                                |                                |                                |                                |                                |                                |                                |                                |                                |                                |                                |